# فورد مادوكس فورد
فورد مادوكس فورد (بالإنجليزية: Ford Madox Ford)‏ (اسمه عند الولادة: فورد هيرمان هيفر 17 ديسمبر 1873 - 26 يونيو 1939): هو روائي وشاعر وناقد ومحرر إنجليزي، كانت مجلاته «المراجعة الإنجليزية» و«المراجعة عبر الأطلسية» مفيدة في تطور الأدب الإنجليزي في أوائل القرن العشرين.
يُذكَر فورد الآن لرواياته «الجندي الصالح» (1915) و«رباعية نهاية الموكب» (1924–1928)، و «ثلاثية الملكة الخامسة» (1906–188). غالبًا ما تُعتبر الجندي الصالح من روائع الأدب في القرن العشرين، إذ ضُمِّنت في قائمة أفضل 100 رواية في المكتبة الحديثة، وقائمة ذا اوبسيرفر «أعظم 100 رواية في التاريخ»، وقائمة ذا غارديان «1000 رواية يجب على الجميع قراءتها».

## نشأته
وُلِد فورد في ويمبلدون في لندن، لكاثرين مادوكس براون وفرانسيس هوفر، الابن الأكبر من بين ثلاثة أبناء. شقيقه هو أوليفر مادوكس هيفر. كان والد فورد، الذي أصبح ناقدًا موسيقيًا لصحيفة التايمز، ألمانيًا وأمه إنجليزية. كان جده من أبيه، يوهان هيرمان هيفر أول شاعرٍة ويستفالي ينشر أعمال الشاعرة والمؤلفة أنيت فون دروسته هولشوف. سُمي على اسم جده من أُمِّه، الرسام المنتمي إلى أخوية ما قبل الرفائيلية، فورد مادوكس براون، الذي سيكتب في النهاية سيرته.
في عام 1889، بعد وفاة والده، ذهب فورد وأوليفر للعيش مع جدهما في لندن. تخرج فورد من «مدرسة الكلية الجامعية» في لندن، لكنه يلتحق بالجامعة.

## الحياة الشخصية
في عام 1894، هرب فورد مع صديقته في المدرسة ايلزي مارتينديل. تزوج الثنائي في غلوستر وانتقلا إلى بونينجتون. في عام 1901، انتقلا إلى وينتشيلسي. كان لديهما ابنتان، كريستينا (مواليد 1897) وكاثرين (مواليد 1900). كان من بين جيران فورد في وينتشيلسي المؤلفان هنري جيمس وهيليج ويلز.
في عام 1904، عانى فورد من انهيار رهابي بسبب مشاكل مالية وزوجية. ذهب إلى ألمانيا لقضاء بعض الوقت مع عائلته وخضع لعلاجات.
استخدم فورد اسم فورد مادوكس هيفر، لكنه غيّره إلى فورد مادوكس فورد بعد الحرب العالمية الأولى في عام 1919؛ لأن «هيفر» بدت جرمانية جدًا.
بين عامي 1918 و 1927، عاش مع ستيلا بوين، وهي فنانة أسترالية تبلغ من العمر 20 عامًا. في عام 1920، رُزِق فورد وبوين بابنة، جوليا مادوكس فورد.
في صيف عام 1927، ذكرت صحيفة نيويورك تايمز أن فورد قد حول مبنى مطحنة في أفينيون، فرنسا إلى منزل وورشة عمل أطلق عليها اسم «لو فو مولين». تضمن المقال أن فورد لُمَّ شمله مع زوجته في هذه المرحلة.
أمضى فورد السنوات الأخيرة من حياته في التدريس في كلية أوليفيت في أوليفيت بولاية ميشيغان. توفي في دوفيل، فرنسا عن عمر يناهز 65 عامًا.

## الحياة الأدبية
أحد أشهر أعمال فورد هي رواية «الجندي الصالح» (1915). حدثت رواية الجندي الصالح قبل الحرب العالمية الأولى مباشرة، وتسرد حياة المغتربين المأساوية لاثنين من «الأزواج المثاليين»، أحدهما بريطاني والآخر أمريكي، مستخدمًا فيها أسلوب الاسترجاع الفني المعقد. في «رسالة الإهداء إلى ستيلا فورد» التي قدمت للرواية، أفاد فورد أن أحد الأصدقاء أعلن أن الجندي الصالح «أفضل رواية فرنسية في اللغة الإنجليزية!» أظهر فورد نفسه على أنه «محافظ غاضب تجاه المجتمع التاريخي» واعتقد أن وظيفة الروائي هي أن يكون مؤرخًا في وقته الخاص. ومع ذلك، كان يرفض حزب المحافظين، مشيرا إلى أنه «الحزب الغبي».
شارك فورد في بروباغاندا الحرب البريطانية بعد بداية الحرب العالمية الأولى. عمل في مكتب بروباغاندا الحرب، الذي يديره سي. إف. جي ماسترمان، إلى جانب أرنولد بينيت، وج. ك. تشيسترتون، وجون غالسورثي، وهيلير بيلوك وجلبرت موراي. كتب فورد كتابين دعائيين لماسترمان. عندما يكون الدم هو حجتهم: تحليل للثقافة البروسية (1915)، بمساعدة ريتشارد ألدنجتون، وبين سانت دينيس وسانت جورج: خريطة من ثلاث حضارات (1915).
بعد كتابة كتابي البروباغاندا، جُند فورد في سن 41 عامًا في فوج ويلش في الجيش البريطاني في 30 يوليو 1915. أُرسِل إلى فرنسا. ألهمت خبرات فورد القتالية وأنشطته الدعائية السابقة «رباعية نهاية الموكب» (1924-1928)، التي حدثت في إنكلترا وعلى الجبهة الغربية قبل الحرب العالمية الأولى وفي أثنائها وبعدها.

## روابط خارجية
- فورد مادوكس فورد على موقع IMDb (الإنجليزية)
- فورد مادوكس فورد على موقع الموسوعة البريطانية (الإنجليزية)
- فورد مادوكس فورد على موقع ميوزك برينز (الإنجليزية)
- فورد مادوكس فورد على موقع إن إن دي بي (الإنجليزية)
- فورد مادوكس فورد على موقع ديسكوغز (الإنجليزية)
- فورد مادوكس فورد على موقع قاعدة بيانات الفيلم (الإنجليزية)